# Boramae-dong
Boramae-dong (Tiếng Hàn: 보라매동, Hanja: 보라매洞) là một phường hành chính ở Gwanak-gu, Seoul, Hàn Quốc. Tên của phường xuất phát từ thực tế là Công viên Boramae nằm ở Sindaebang-dong, Dongjak-gu gần đó.

## Lịch sử
- 1 tháng 1 năm 1963: Bongcheon-dong, Yeongdeungpo-gu
- 18 tháng 5 năm 1970: Bundong, Bongcheon 1-dong, Yeongdeungpo-gu
- 1 tháng 7 năm 1973: Bongcheon 1-dong, Gwanak-gu
- 1 tháng 9 năm 2008: Boramae-dong, Gwanak-gu[5]